# Anguiculus dicaprioi
Anguiculus dicaprioi — вид змій родини полозових (Colubridae). Описаний у 2024 році.

## Назва
Вид був названий на честь американського актора Леонардо Ді Капріо.

## Поширення
Вид поширений в Непалі та на півночі Індії (Уттаракханд, Гімачал-Прадеш). Населяє Центральні та Західні Гімалаї.